# Cnemidocarpa cirrata
Cnemidocarpa cirrata är en sjöpungsart som beskrevs av Ärnbäck 1922. Cnemidocarpa cirrata ingår i släktet Cnemidocarpa och familjen Styelidae. Inga underarter finns listade i Catalogue of Life.